# 内心的宁静
内心的宁静（ἀταραξία, “毫无纷扰”）是一个古希臘語词汇，一开始为皮浪所用，而后伊壁鸠鲁亦开始使用该词，指代一种强大、清醒的宁静状态，远离纷扰、担忧。古希腊作家塞克斯圖斯·恩丕里柯将该词定义为“没有烦恼，灵魂安宁”。在非哲学领域，该词也可以指士兵在上战场时的理想状态。
達成內心的平靜是皮浪主義，伊比鳩魯學派和斯多葛主義的共同目標，但是內心的寧靜在各個哲學學派理論裡有不同的地位和目標。阻礙達成內心寧靜的心智障礙在每個哲學都不同。而且每個哲學對達成內心寧靜著不同的理解。